# 鴻鵠
鴻鵠，中國古代傳說中的禽類之一，屬於鳳凰的一種，其原型疑為現實中的天鵝。

## 神話生物
在中國古代典籍中，認為鴻鵠是一種白色的鳳凰。
《永樂大典》蔡衡云：「鳳之類有五，其色赤文章鳳也，青者鸞也，黃者鵷雛也，白者鴻鵠也，紫者鸑鷟也。」
《小學紺珠》卷十：「赤者鳳，青者鸞，黃者鵷雛，紫者鸑鷟，白者鵠。」
《博物志》曰：鴻鵠千歲者皆胎產。

## 文學引用
鴻鵠的字義，在後世文學中常被譬喻為大鳥，進而衍生出志向遠大之人的涵義。
《孟子·告子上》：「一人雖聽之，一心以為有鴻鵠將至，思援弓繳而射之。」
《說苑》：趙簡子游於河而樂之，歎曰：「安得賢士而與處焉！」舟人古乘跪而對曰：「夫珠玉無足，去此數千里而所以能來者，人好之也；今士有足而不來者，此是吾君不好之乎！」趙簡子曰：「吾門左右客千人，朝食不足，暮收市征，暮食不足，朝收市征，吾尚可謂不好士乎？」舟人古乘對曰：「鴻鵠高飛遠翔，其所恃者六翮也，背上之毛，腹下之毳，無尺寸之數，去之滿把，飛不能為之益卑；益之滿把，飛不能為之益高。不知門下左右客千人者，有六翮之用乎？將盡毛毳也。」
《史記．卷四八．陳涉世家》：「陳涉少時，嘗與人傭耕，輟耕之壟上，悵恨久之，曰：『苟富貴，無相忘。』庸者笑而應曰：『若為庸耕，何富貴也？』陳涉太息曰：『嗟乎，燕雀安知鴻鵠之志哉！』」
丘遲《與陳伯之書》：「將軍勇冠三軍，才為世出，棄燕雀之小志，慕鴻鵠以高翔。」